# Kye Sun-hui
Kye Sun-hui (kor. 계순희; ur. 2 sierpnia 1979 w Pjongajngu) – północnokoreańska zawodniczka judo. Jednym z jej największych osiągnięć jest złoto na Letnich Igrzyskach Olimpijskich 1996 w kategorii do 48 kg. Ponadto jest brązową medalistką Letnich Igrzysk Olimpijskich 2000 w kategorii 52 kg oraz srebrną medalistką Letnich Igrzysk Olimpijskich 2004 w kategorii 57 kg.